# Olympische Sommerspiele 2024/Schießen – 10 m Luftpistole (Mixed)
Der Schießwettbewerb über 10 Meter mit der Luftpistole im Mixed-Team bei den Olympischen Spielen 2024 von Paris fand am 29. und 30. Juli 2024 im Centre National de Tir Sportif in Déols bei Châteauroux (Département Indre, Region Centre-Val de Loire) statt.
Olympiasieger wurde das serbische Team Zorana Arunović / Damir Mikec vor den türkischen Tarhan / Dikeç und indischen Bhaker / Singh.

## Titelträger
| Olympische Spiele 2020         | Asaka        | Jiang Ranxin / Pang Wei             |
| Weltmeisterschaften 2023       | Baku         | Esha Singh / Shiva Narwal           |
| Afrikameisterschaften 2023     | Kairo        | Halla Medjiah / Amine Adjabi        |
| Panamerikameisterschaften 2024 | Buenos Aires | Andrea Ibarra / Carlos González     |
| Asienmeisterschaften 2024      | Jakarta      | Thu Vinh Trinh / Quang Huy Pham     |
| Europameisterschaften 2024     | Győr         | Olena Kostewytsch / Oleh Omeltschuk |
| Ozeanienmeisterschaften 2023   | Brisbane     | Bruce Quick / Sascha Kroopin        |

## Modus

### Qualifikation
Startberechtigt waren alle Teams, die ein Nationales Olympisches Komitee aus einer Teilnehmerin des Wettbewerbs 10m Luftpistole Frauen und einem Teilnehmer des Wettbewerbs 10m Luftpistole Männer bilden konnte. Von insgesamt 38 NOKs über beide Einzelwettbewerbe konnten 7 NOKs ein Team und 5 NOKs zwei Teams an den Start bringen.

### Platzierungsrunde
Der Vorkampf fand am 29. Juli 2024 in der 10m-Halle des Chateauroux Shooting Centre (Centre National de Tir Sportif) statt. Alle Teilnehmer schossen in maximal 30 Minuten je 30 Schuss auf elektronische Scheiben. Über die Reihenfolge der Teams entschied die Summe der von beiden Teammitgliedern getroffenen Ringwerte (mit der Anzahl der Innenzehner als Gleichstandsbrecher). Die in der Wertung auf dem dritten und vierten Platz rangierenden Teams qualifizierten sich für das Match um die Bronzemedaille; die auf dem ersten und zweiten Platz rangierenden Teams qualifizierten sich für das Match um die Goldmedaille.

### Medaillenmatchs
Das Finale fand am Folgetag in der Finalhalle des Chateauroux Shooting Centre (Centre National de Tir Sportif) in zwei Begegnungen statt, wobei zuerst das Match um die Bronzemedaille ausgetragen wurde und anschließend das Match um Silber- und Goldmedaille. Die vier Schützen eines Matchs schossen gleichzeitig Runden von jeweils 1 Schuss innerhalb 50 Sekunden. Das Team mit der höheren Summe der beiden Schüsse in Zehntelringwertung erhielt 2 Matchpunkte (bei Gleichstand jedes Team 1 Matchpunkt). Das Team, das zuerst 16 oder mehr Matchpunkte errang, gewann das Match.

## Ergebnisse

### Platzierungsrunde
Şevval İlayda Tarhan und Yusuf Dikeç stellten den 2021 in Tokio von Manu Bhaker und Chaudhary Saurabh aufgestellten olympischen Rekord ein.
| Rang | Nation/Team   | Athleten              | Serien | Serien | Serien | Gesamt | Innenzehner | Anmerkungen       |
| Rang | Nation/Team   | Athleten              | 1      | 2      | 3      | Gesamt | Innenzehner | Anmerkungen       |
| ---- | ------------- | --------------------- | ------ | ------ | ------ | ------ | ----------- | ----------------- |
| 1    | Türkei 2      | Şevval İlayda Tarhan  | 97     | 97     | 97     | 582    |             | Match um Gold, OR |
| 1    | Türkei 2      | Yusuf Dikeç           | 99     | 98     | 94     | 582    |             | Match um Gold, OR |
| 2    | Serbien       | Zorana Arunović       | 97     | 98     | 97     | 581    |             | Match um Gold     |
| 2    | Serbien       | Damir Mikec           | 95     | 98     | 96     | 581    |             | Match um Gold     |
| 3    | Indien 1      | Manu Bhaker           | 98     | 98     | 95     | 580    |             | Match um Bronze   |
| 3    | Indien 1      | Sarabjot Singh        | 95     | 97     | 97     | 580    |             | Match um Bronze   |
| 4    | Südkorea 1    | Oh Ye-jin             | 97     | 98     | 94     | 579    |             | Match um Bronze   |
| 4    | Südkorea 1    | Lee Won-ho            | 97     | 96     | 97     | 579    |             | Match um Bronze   |
| 5    | China 2       | Li Xue                | 96     | 96     | 98     | 578    |             |                   |
| 5    | China 2       | Zhang Bowen           | 98     | 94     | 96     | 578    |             |                   |
| 6    | Deutschland 2 | Josefin Eder          | 96     | 92     | 96     | 577    | 21          |                   |
| 6    | Deutschland 2 | Christian Reitz       | 98     | 98     | 97     | 577    | 21          |                   |
| 7    | Südkorea 2    | Kim Ye-ji             | 99     | 98     | 96     | 577    | 16          |                   |
| 7    | Südkorea 2    | Cho Yeong-jae         | 93     | 94     | 97     | 577    | 16          |                   |
| 8    | China 1       | Jiang Ranxin          | 96     | 95     | 95     | 576    | 20          |                   |
| 8    | China 1       | Xie Yu                | 96     | 99     | 95     | 576    | 20          |                   |
| 9    | Deutschland 1 | Doreen Vennekamp      | 96     | 95     | 96     | 576    | 16          |                   |
| 9    | Deutschland 1 | Robin Walter          | 96     | 97     | 96     | 576    | 16          |                   |
| 10   | Indien 2      | Rhythm Sangwan        | 97     | 99     | 92     | 576    | 14          |                   |
| 10   | Indien 2      | Arjun Singh Cheema    | 97     | 93     | 98     | 576    | 14          |                   |
| 11   | Kasachstan    | Irina Junusmetowa     | 95     | 95     | 94     | 575    |             |                   |
| 11   | Kasachstan    | Nikita Tschirjukin    | 93     | 98     | 100    | 575    |             |                   |
| 12   | Bulgarien     | Antoaneta Kostadinowa | 97     | 93     | 98     | 574    |             |                   |
| 12   | Bulgarien     | Kiril Kirow           | 97     | 94     | 95     | 574    |             |                   |
| 13   | Ukraine       | Olena Kostewytsch     | 96     | 93     | 96     | 572    |             |                   |
| 13   | Ukraine       | Wiktor Bankin         | 93     | 97     | 97     | 572    |             |                   |
| 14   | Pakistan      | Kishmala Talat        | 97     | 97     | 93     | 571    |             |                   |
| 14   | Pakistan      | Gulfam Joseph         | 92     | 98     | 94     | 571    |             |                   |
| 15   | Türkei 1      | Şimal Yılmaz          | 96     | 91     | 96     | 569    |             |                   |
| 15   | Türkei 1      | İsmail Keleş          | 94     | 95     | 97     | 569    |             |                   |
| 16   | Lettland      | Agate Rašmane         | 93     | 95     | 92     | 568    |             |                   |
| 16   | Lettland      | Lauris Strautmanis    | 94     | 97     | 97     | 568    |             |                   |
| 17   | Frankreich    | Camille Jedrzejewski  | 96     | 93     | 96     | 565    |             |                   |
| 17   | Frankreich    | Florian Fouquet       | 91     | 93     | 96     | 565    |             |                   |

### Begegnung um Bronze
| Rang | Nation (Team)  | 1    | 2    | 3    | 4    | 5    | 6    | 7    | 8    | 9    | 10   | 11   | 12   | 13   | Matchpunkte |
| ---- | -------------- | ---- | ---- | ---- | ---- | ---- | ---- | ---- | ---- | ---- | ---- | ---- | ---- | ---- | ----------- |
| 3    | Indien 1       | 18,8 | 21,2 | 20,8 | 20,7 | 20,1 | 20,2 | 20,0 | 18,5 | 20,5 | 20,8 | 19,3 | 20,8 | 19,6 | 16          |
| 3    | Manu Bhaker    | 10,2 | 10,7 | 10,4 | 10,7 | 10,5 | 10,0 | 10,6 | 8,3  | 10,0 | 10,5 | 9,6  | 10,6 | 9,4  | 16          |
| 3    | Sarabjot Singh | 8,6  | 10,5 | 10,4 | 10,0 | 9,6  | 10,2 | 9,4  | 10,2 | 10,5 | 10,3 | 9,7  | 10,2 | 10,2 | 16          |
| 4    | Südkorea 1     | 20,5 | 19,9 | 19,8 | 20,5 | 19,5 | 20,6 | 19,7 | 20,7 | 20,4 | 19,4 | 19,8 | 21,0 | 18,5 | 10          |
| 4    | Oh Ye-jin      | 10,4 | 10,0 | 9,1  | 9,9  | 9,8  | 9,8  | 9,9  | 10,4 | 9,7  | 9,6  | 9,0  | 10,2 | 9,5  | 10          |
| 4    | Lee Won-ho     | 10,1 | 9,9  | 10,7 | 10,6 | 9,7  | 10,8 | 9,8  | 10,3 | 10,7 | 9,8  | 10,8 | 10,8 | 9,0  | 10          |

### Begegnung um Gold
| Rang | Nation (Team)        | 1    | 2    | 3    | 4    | 5    | 6    | 7    | 8    | 9    | 10   | 11   | 12   | 13   | 14   | 15   | Matchpunkte |
| ---- | -------------------- | ---- | ---- | ---- | ---- | ---- | ---- | ---- | ---- | ---- | ---- | ---- | ---- | ---- | ---- | ---- | ----------- |
| 1    | Serbien              | 19,0 | 19,8 | 19,5 | 20,7 | 17,5 | 20,2 | 20,5 | 19,1 | 20,1 | 20,4 | 19,8 | 20,0 | 20,0 | 21,3 | 20,1 | 16          |
| 1    | Zorana Arunović      | 8,9  | 10,2 | 9,2  | 10,6 | 8,5  | 10,5 | 10,2 | 9,9  | 10,8 | 10,5 | 9,6  | 10,0 | 10,0 | 10,8 | 9,4  | 16          |
| 1    | Damir Mikec          | 10,1 | 9,6  | 10,3 | 10,1 | 9,0  | 9,7  | 10,3 | 9,2  | 9,3  | 9,9  | 10,2 | 10,0 | 10,0 | 10,5 | 10,7 | 16          |
| 2    | Türkei 2             | 18,3 | 19,9 | 19,6 | 21,3 | 19,4 | 19,9 | 20,0 | 20,9 | 19,2 | 19,7 | 18,1 | 20,7 | 20,3 | 20,3 | 19,3 | 14          |
| 2    | Şevval İlayda Tarhan | 9,3  | 9,6  | 9,4  | 10,7 | 9,3  | 9,3  | 10,1 | 10,4 | 10,0 | 10,2 | 7,3  | 10,0 | 9,9  | 9,7  | 10,2 | 14          |
| 2    | Yusuf Dikeç          | 9,0  | 10,3 | 10,2 | 10,6 | 10,1 | 10,6 | 9,9  | 10,5 | 9,2  | 9,5  | 10,8 | 10,7 | 10,4 | 10,6 | 9,1  | 14          |